# Famille de Pourtalès
 (janvier 2020).
Si vous disposez d'ouvrages ou d'articles de référence ou si vous connaissez des sites web de qualité traitant du thème abordé ici, merci de compléter l'article en donnant les références utiles à sa vérifiabilité et en les liant à la section « Notes et références ».
La famille de Pourtalès est une famille suisse d'origine française, qui a essaimé à l'époque contemporaine en Allemagne, en France, et aux États-Unis. Elle est originaire des Cévennes et de confession calviniste. Au début du XVIIIe siècle, elle s'établit à Neuchâtel, en Suisse, où, grâce à sa réussite dans l'industrie et le négoce, elle est anoblie en 1750 par le roi de Prusse. Elle se distingue par la suite en Suisse et en Allemagne. Acquérant divers châteaux et tissant un réseau d'alliances, elle offre un bon exemple de réussite d'une famille huguenote ayant émigré à la suite de la révocation de l'édit de Nantes en 1685. Un rameau a fait souche aux États-Unis.

## Histoire

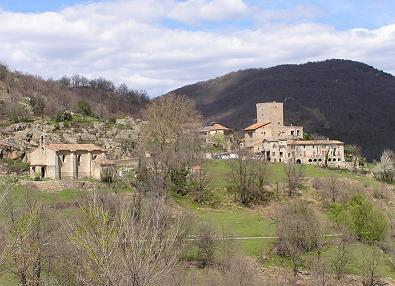
Saint-Roman-de-Codières (France).

Les premiers représentants sont cités au hameau du Castanet des Perdus à Saint-Roman-de-Codières, dans le Gard, où ils sont exploitants forestiers avant de se lancer dans le commerce et de partir s'installer à Lasalle, village voisin.
Vers 1717, Jean Pourtalès (1669-1739), fils de Paul Pourtalès, fustier (exploitant forestier) au hameau du Castanet des Perdus à Saint-Roman-de-Codières, berceau de sa famille paternelle, et quatre de ses fils quittent leur village de Lasalle et parcourent l'Europe à la recherche d'une terre plus accueillante pour les adeptes de la religion réformée.
Après un séjour à Genève puis à Londres, ils s'installent à Neuchâtel. Dans cette ville, deux des fils, Louis et Jérémie, vont faire fortune dans la fabrication et le commerce des toiles.
Jérémie, réformé de Lasalle ayant abjuré sous la contrainte à la suite de la révocation de l'édit de Nantes, émigre en Suisse en 1717 en passant par Lyon. Il s'associe en 1720 à Jean-Jacques Deluze (dont il épouse la sœur, Esther), pour créer une fabrique d'indiennes, fondant ainsi la maison Pourtalès. Ils exploitent des recettes d'impression de tissus ramenées des Indes hollandaises. Du commerce à la finance, il n'y a qu'un pas, la banque Pourtalès et Cie ouvre bientôt ses portes. Les Pourtalès se lient avec les rois de Prusse, suzerains de la ville de Neuchâtel. Il est naturalisé neuchâtelois dès 1724, reçu Bourgeois de Neuchâtel en 1729 et anobli en 1750 à Berlin (ou à Neuchâtel ?) par Frédéric le Grand, roi de Prusse. 
À la fin du XVIIIe siècle, un agent français à Neuchâtel fait le rapport suivant : « La maison Portalez, la première de la Suisse et une des premières de l’Europe, a des comptoirs jusqu’aux Indes, en Afrique et en Amérique. Ceux d’Europe sont à Paris, Lyon, Port-Orient, Trieste et ailleurs. C’est pour cela que M. Portalez est le citoyen de toutes les nations. Les Anglais prennent-ils un de ses vaisseaux, M. Portalez est citoyen anglais. Les armateurs français en prennent-ils un à leur tour ? M. Portalez est citoyen de Paris, de Lyon, de Port-Orient etc. Ce cosmopolite joue aussi souvent le rôle de prussien, et celui-ci lui a sauvé, il y a deux ans, à Londres, une cargaison de toiles des Indes qu’il amenait en les ports de France et qui valaient plus de 190 000 Livres… Les meilleurs établissements de la ville et du pays de Neuchâtel sont à M. Portalez… Ce n’est pas le roi de Prusse qui est le souverain du comté de Neuchâtel, ce roi n’en a que le nom et M. Portalez la réalité et la puissance. »
Le 14 janvier 1808, Jacques Louis de Pourtalès, fils de Jérémie, fonde l'hôpital Pourtalès à Neuchâtel.
En 1810, l’impératrice Joséphine se rend à Neuchâtel et loge dans la demeure de M. de Pourtalès, l'une des plus belles de la ville. Elle admire le coucher de soleil sur le lac et se tournant vers son hôte, lui dit : « Vous habitez un bien beau pays ».
Au XIXe siècle, on parle du « royaume Pourtalès » tant cette famille est riche et puissante,.
Présentée à l'empereur Napoléon III par l'ambassadeur d'Autriche à Paris, Richard de Metternich, Mélanie de Pourtalès, née Renouard de Bussierre, devient familière de la Cour,. Elle est la seule propriétaire du château de Pourtalès à Strasbourg-Robertsau, où se retrouvent des noms illustres venus de toute l'Europe : le roi Louis II de Bavière, l'empereur Guillaume II, le roi et la reine de Belgique, le prince de Galles, le prince Napoléon, Franz Liszt, Albert Schweitzer ou Léon Bakst.
En 1900, aux jeux olympiques, Hermann de Pourtalès, sa femme américaine Hélène et son neveu Bernard remportent sur leur yacht Lérina une des treize épreuves et se classent second sur une autre.
En 1914, Friedrich von Pourtalès (en) (1853-1928) est ambassadeur d'Allemagne à Saint-Pétersbourg et remettra au ministre du Tsar, Sergueï Sazonov, l’ultimatum de Guillaume II, qui conduira à la guerre. Au même moment, son parent Guy s'engage dans l'armée française où il passe la guerre comme interprète.
En 1937, Guy de Pourtalès, fils d'Hermann, reçoit le Grand prix du roman de l'Académie française pour La Pêche miraculeuse.
En 1940, Raymond de Pourtalès, fils de l'écrivain, meurt au champ d'honneur au lieu-dit Bois-Grenier.
Hélie de Pourtalès (né en 1938), fils du comte James de Pourtalès (1911-1996) et de Violette de Talleyrand-Périgord (1915-2003), fut autorisé par décret du 13 octobre 2005 à ajouter à son nom patronymique celui de Talleyrand-Périgord afin de s'appeler « de Pourtalès de Talleyrand-Périgord »,.

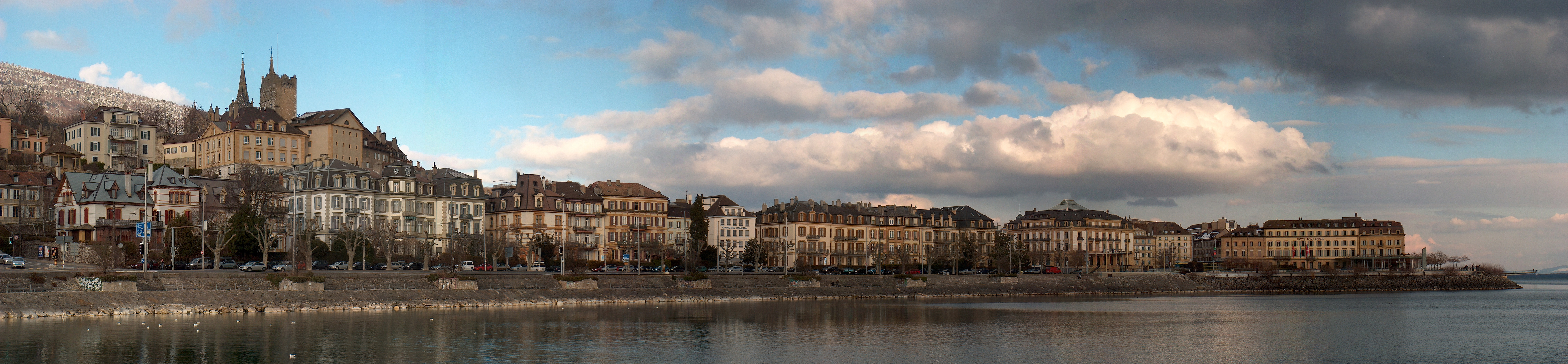
Vue sur Neuchâtel (Suisse).

## Châteaux et demeures
En 1794, la famille acquiert du chevalier de Rochefort la chartreuse de La Lance.
En 1806, le comte James Alexandre (1776-1855) acquiert le château de Bandeville.
En 1809, James-Alexandre acquiert pour 150 000 francs suisses le château de Luins.
En 1813, le précédent acquiert la seigneurie de Gorgier, dans le canton de Neuchâtel.
En 1819, la famille devient propriétaire de Serraux-Dessus, aujourd’hui réuni à Begnins, dans le canton de Vaud.
En 1856, Alexandre Joseph de Pourtalès (1811-1883), deux ans après l'acquisition du terrain, entreprend la construction du domaine des Crénées à Mies.
En 1857, le comte Henri de Pourtalès (1815-1876) achète l'île du Levant.
En 1887, Mélanie Renouard de Bussierre, épouse de Pourtalès, déjà citée, hérite du château nommé aujourd’hui château de Pourtalès.
Après la Seconde Guerre mondiale, Marguerite, fille du baron Arthur de Schickler, épouse d'Hubert de Pourtalès (1863-1949), entame la restauration du château de Martinvast, dans la Manche, travaux que poursuivra son petit-fils, Christian Hubert de Pourtalès.
En 2003, au décès de Violette de Talleyrand-Périgord, le château du Marais échoit aux enfants de son premier mari, James de Pourtalès (1911-1996).

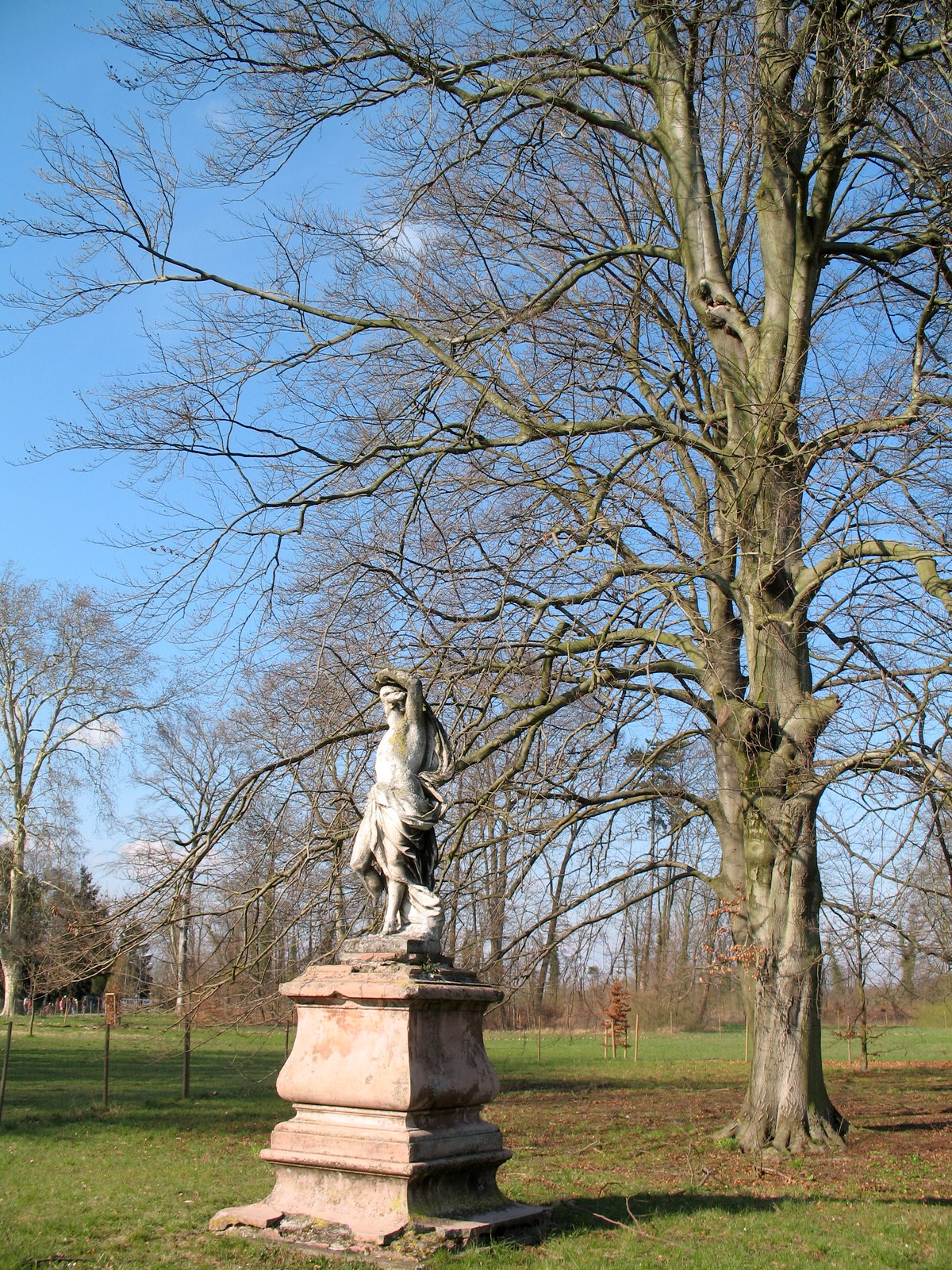
Parc de Pourtalès dans lequel se trouve le château de Pourtalès (Strasbourg)
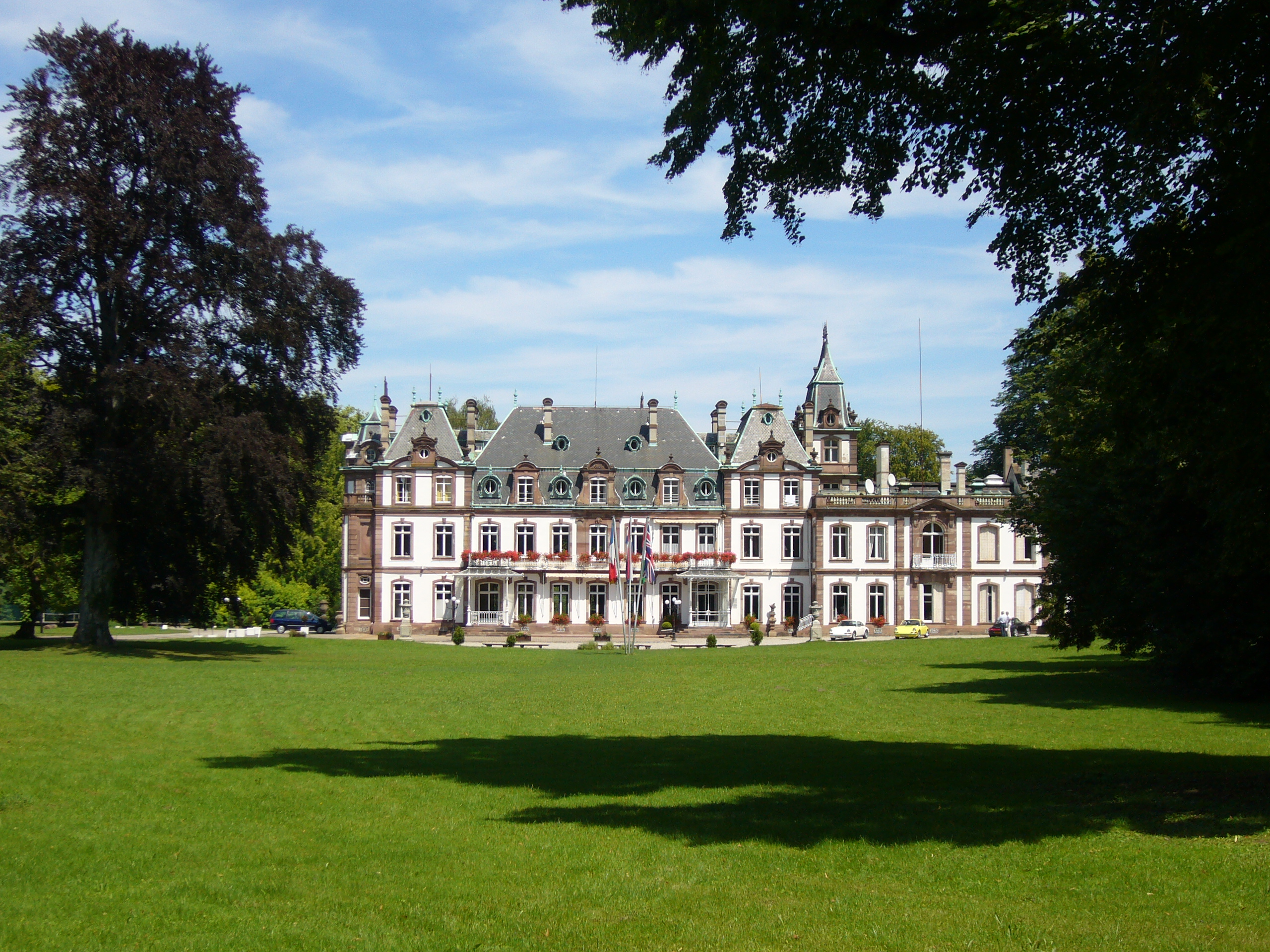
Château de Pourtalès (Strasbourg)
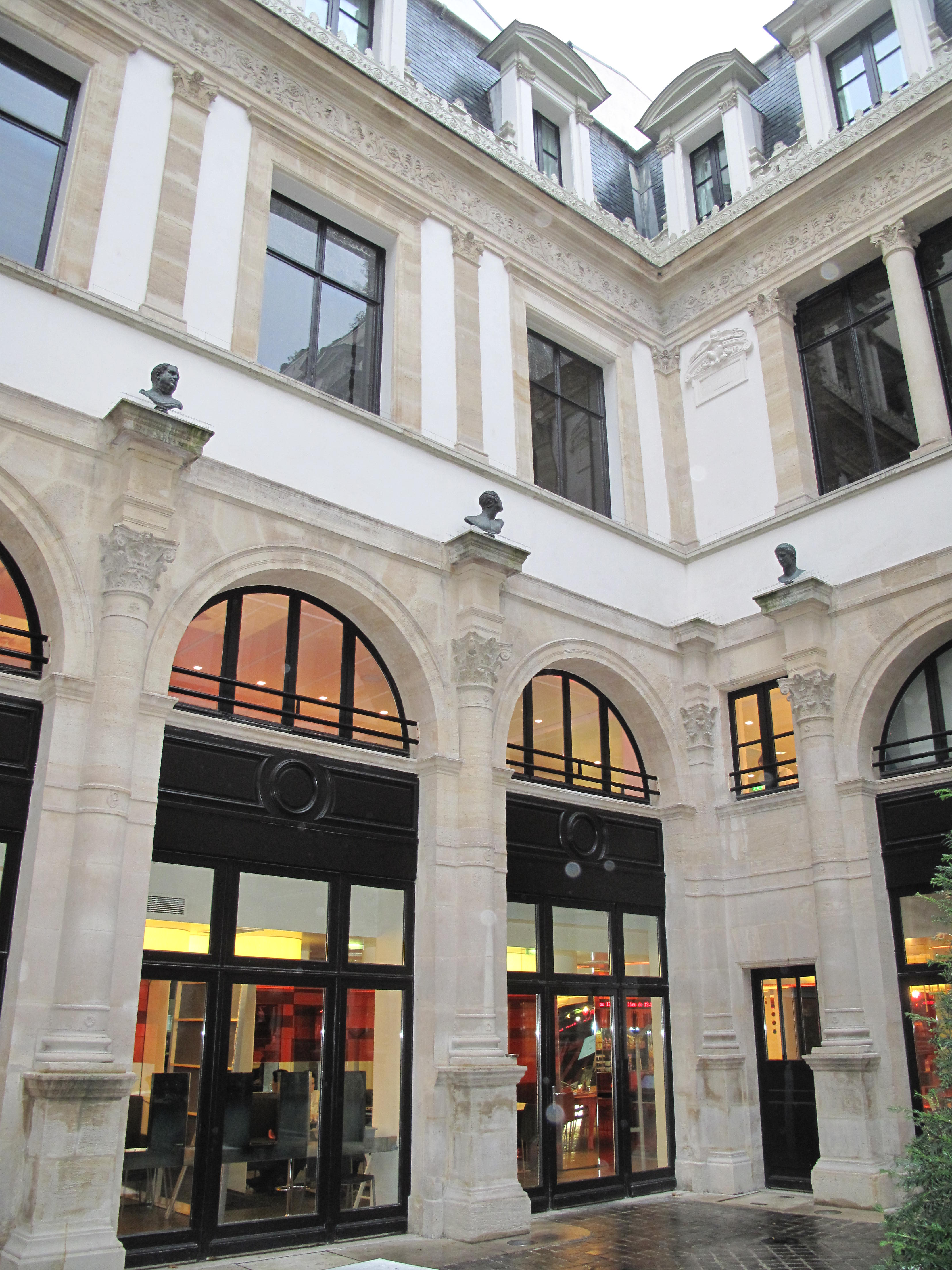
Hôtel de Pourtalès (Paris)
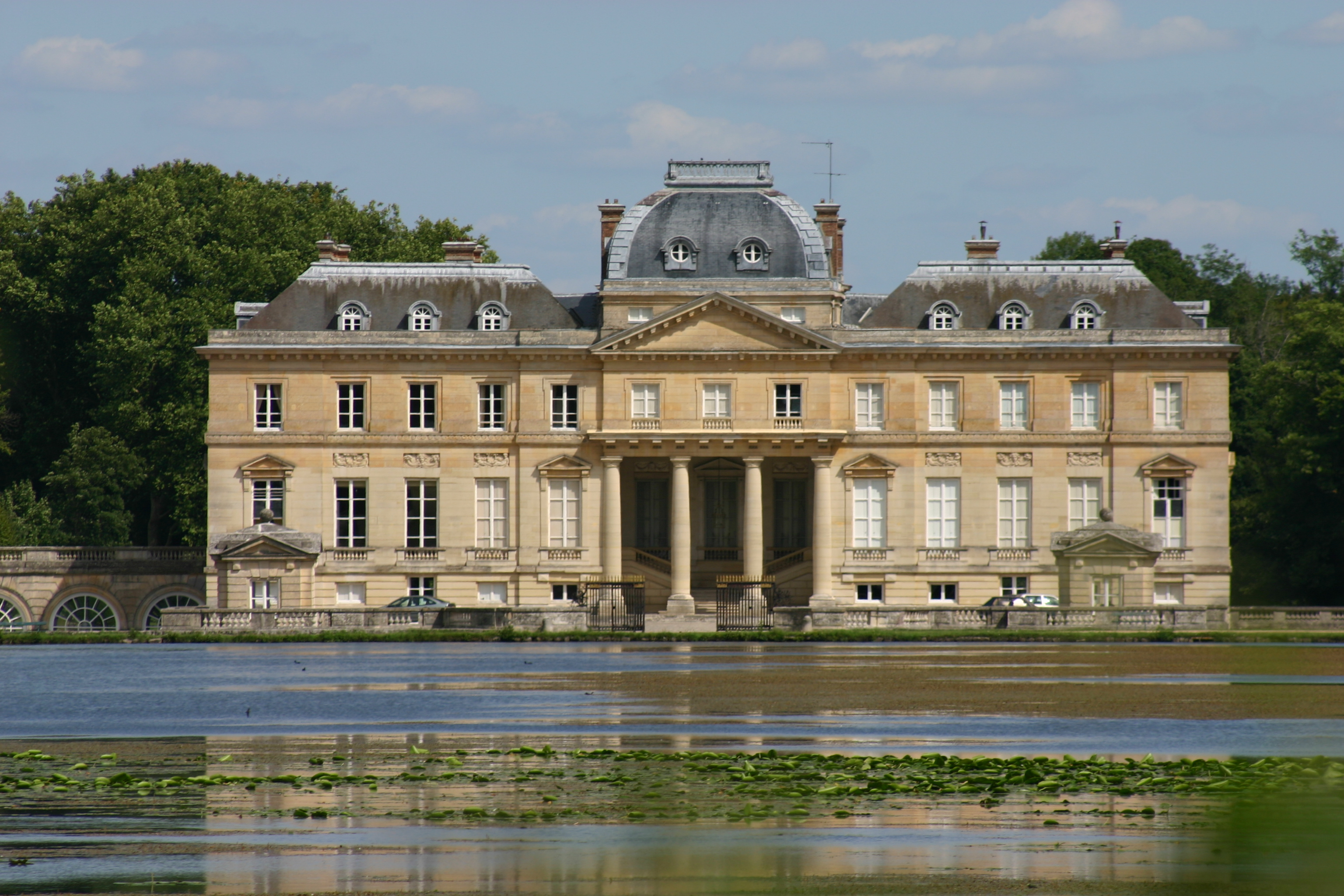
Château du Marais (Essonne)
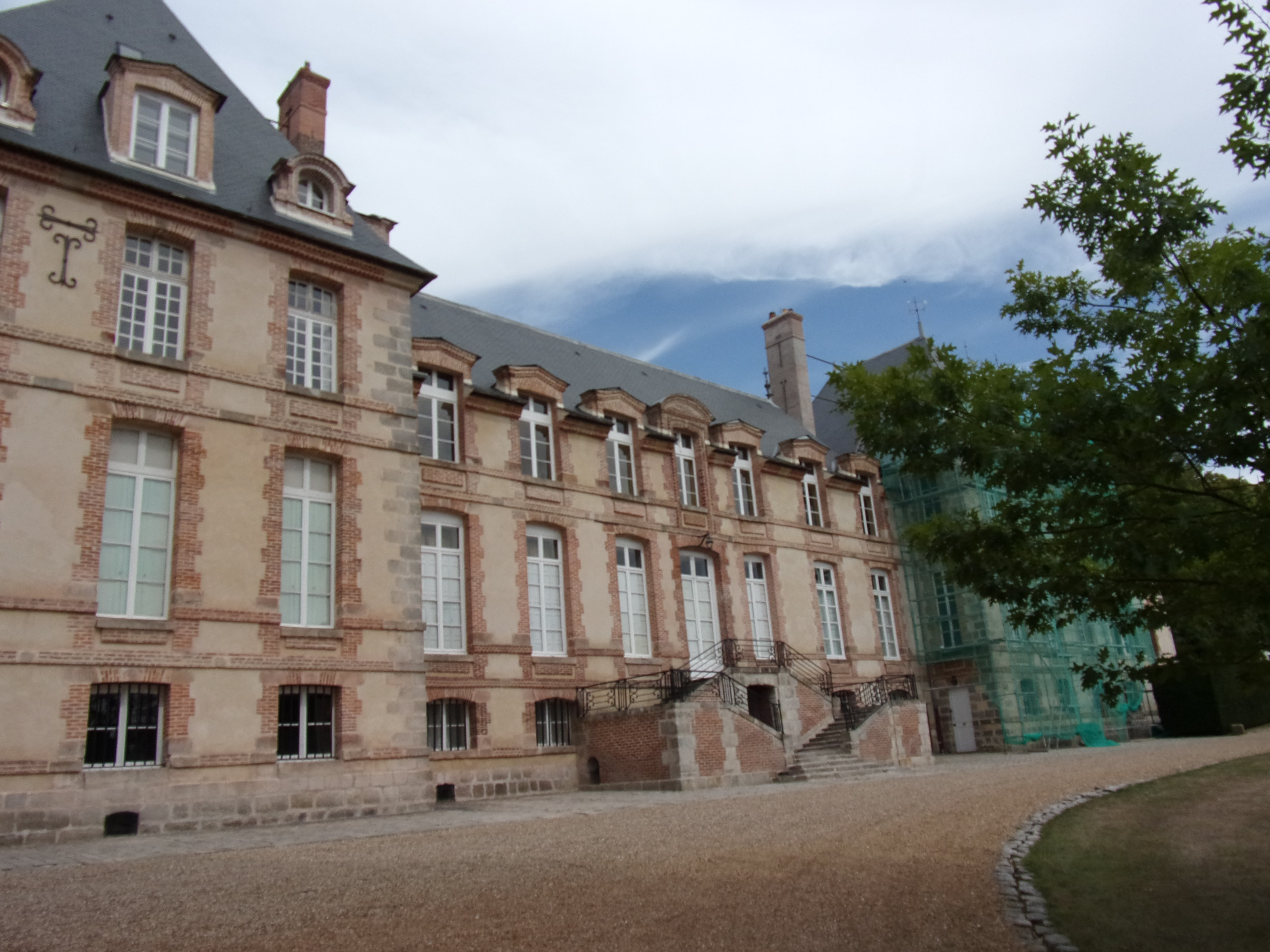
Château de Bandeville (Essonne)
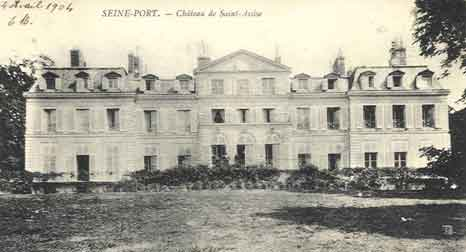
Château de Sainte-Assise (Seine-et-Marne)
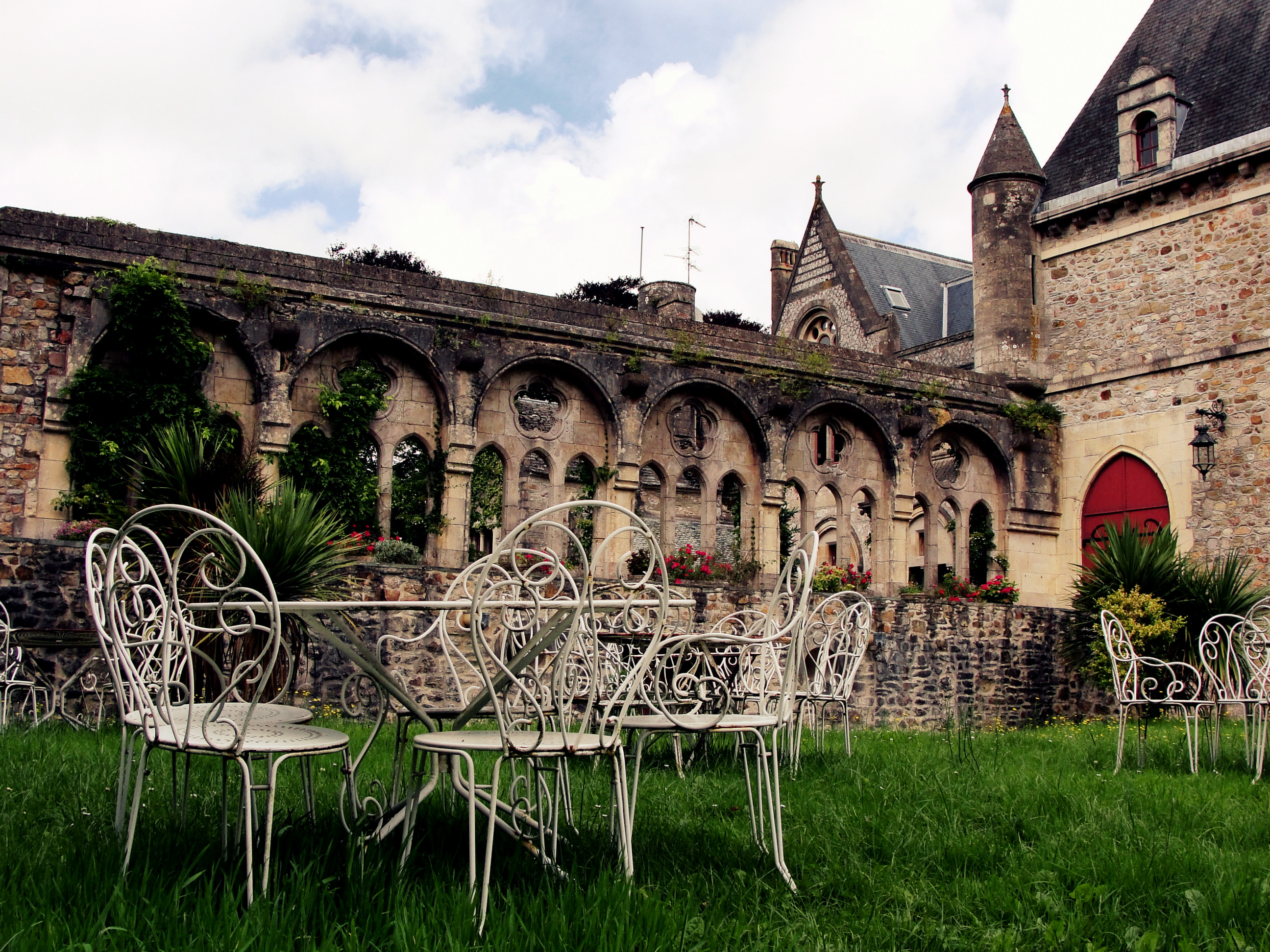
Château de Martinvast (Manche)
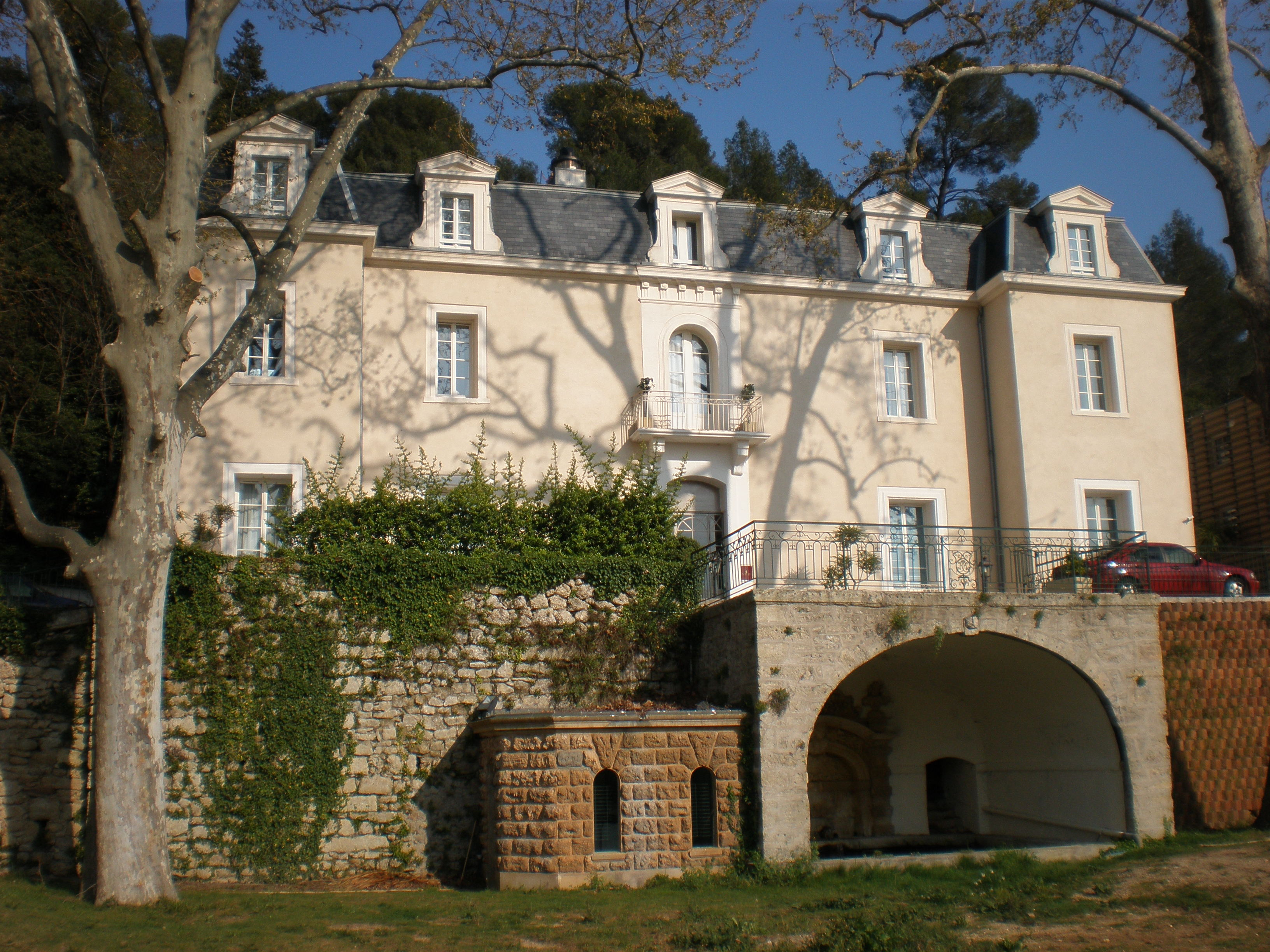
Château de Bionne (Hérault)
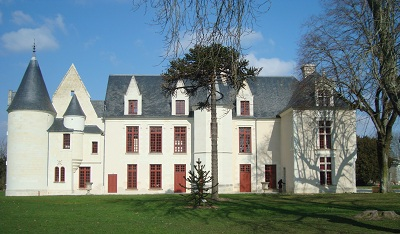
Château de Cangé (Indre-et-Loire)
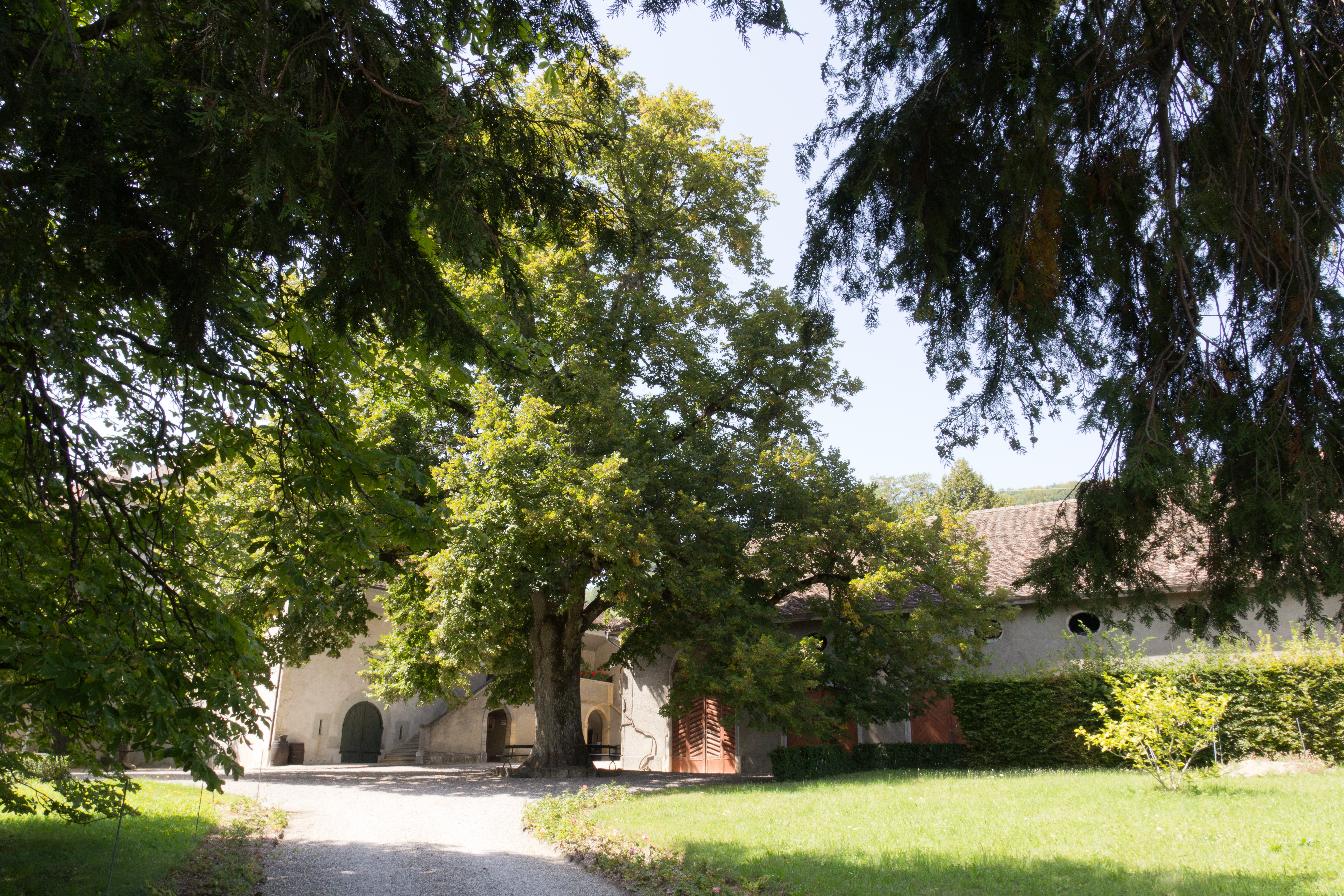
Château de Luins (Suisse)
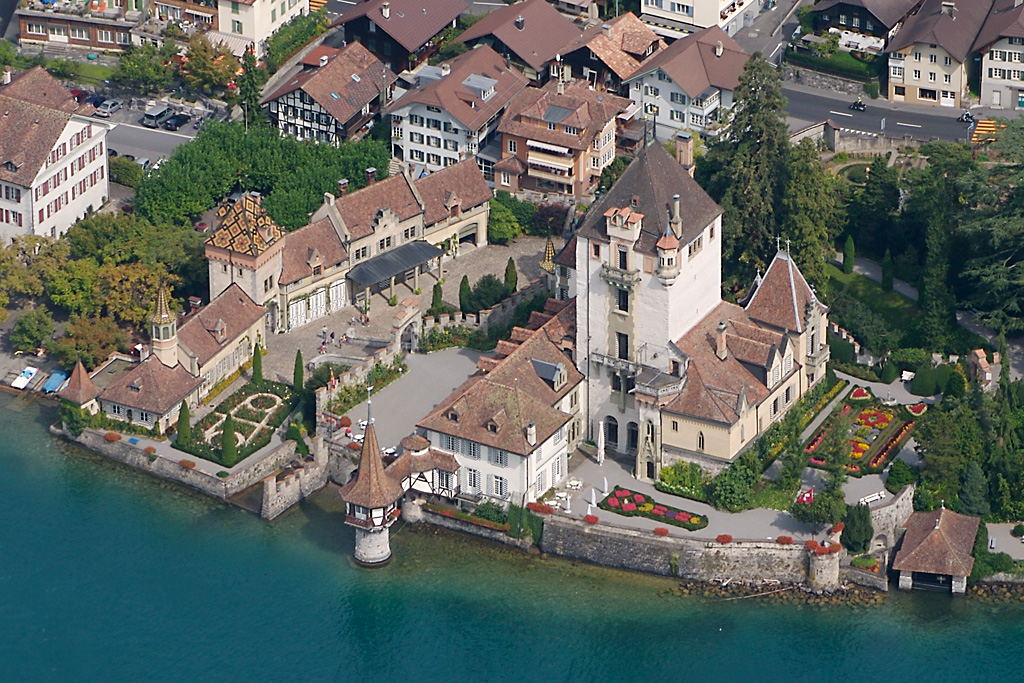
Château d'Oberhofen (Suisse)

## Personnalités
- Jérémie Pourtalès puis de Pourtalès (1700-1784), il vit à Neuchâtel en Suisse où il est négociant et industriel, il est anobli par le roi Frédéric II de Prusse en 1750
- Jacques-Louis de Pourtalès (1722-1814), banquier, négociant et industriel
- Louis de Pourtalès (1773-1848), conseiller d'État du canton de Neuchâtel de 1803 à 1836 et député aux Audiences générales en 1815, signataire du Pacte fédéral pour le canton de Neuchâtel en 1815 et délégué à la Diète fédérale (1816, 1817, 1821, 1831), colonel-inspecteur général de l'artillerie de la Confédération Suisse en 1826, siégeant dans plusieurs commissions militaires et au Conseil de guerre fédéral (1831), président du conseil d'État du canton de Neuchâtel en 1831
- James-Alexandre de Pourtalès (1776 à Neuchâtel - 1855 à Paris), banquier, diplomate et collectionneur d'art suisse, chambellan de Frédéric-Guillaume III de Prusse
- Frédéric de Pourtalès (1779-1861), colonel fédéral en 1831 (Suisse), grand-maître des cérémonies à la cour de Prusse de 1842 à 1848, conseiller d'État à Neuchâtel (Suisse)
- Albert de Pourtalès (1812-1861), ministre plénipotentiaire de la Prusse à Paris, membre de la Chambre des seigneurs de Prusse
- Louis François de Pourtalès (1823-1880), naturaliste américain, d'origine suisse
- Edmond de Pourtalès-Gorgier (1828-1895), banquier, conseiller général, pendant le siège de Strasbourg il est commandant du 4e bataillon de la Garde nationale mobile du Bas-Rhin
- Mélanie Renouard de Bussierre (1836-1914), épouse d'Edmond de Pourtalès, familière de la Cour du Second Empire, salonnière
- Hermann de Pourtalès (1847-1904), chef d'escadron au régiment des cuirassiers de la Garde (Prusse), skippeur
- Friedrich von Pourtalès (1853-1928), ambassadeur d'Allemagne à Saint-Pétersbourg
- Hélène de Pourtalès (1868-1945), skippeuse
- Bernard de Pourtalès (1870-1935), skippeur
- Guy de Pourtalès (1881-1941), écrivain, il obtient le grand prix du roman de l'Académie française

## Portraits

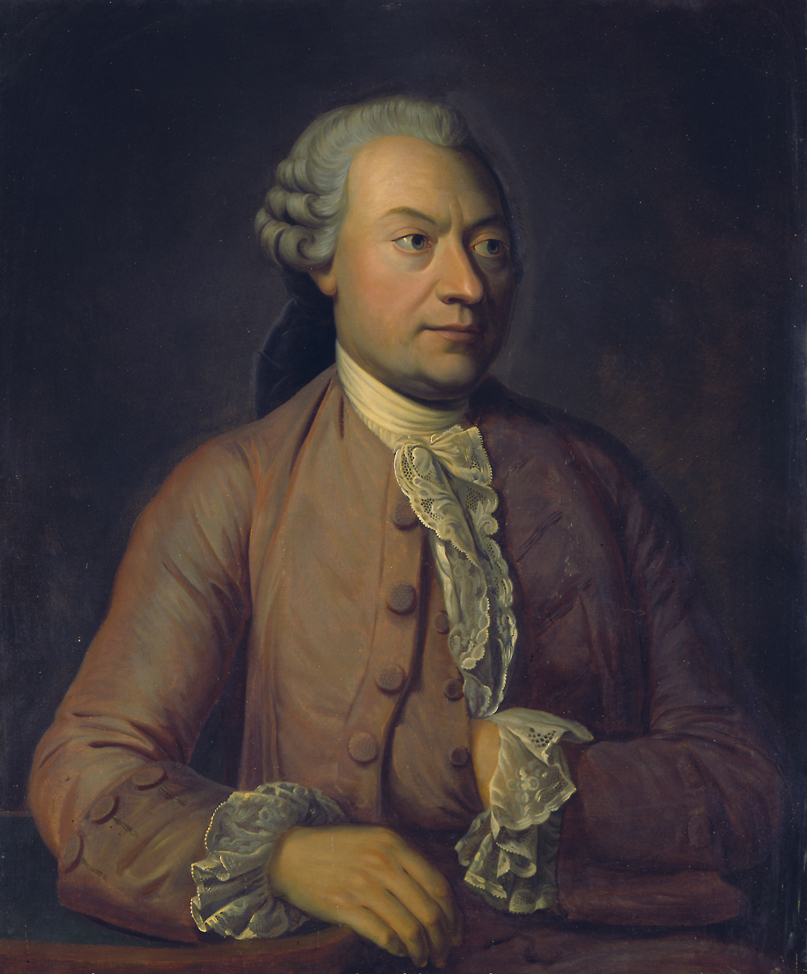
Jacques-Louis de Pourtalès (1722-1814)
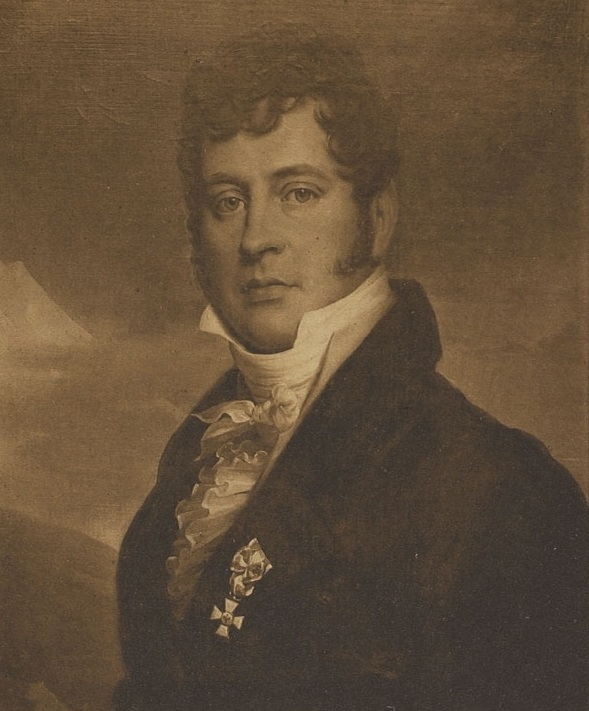
Ludwig de Pourtales (1773-1848)
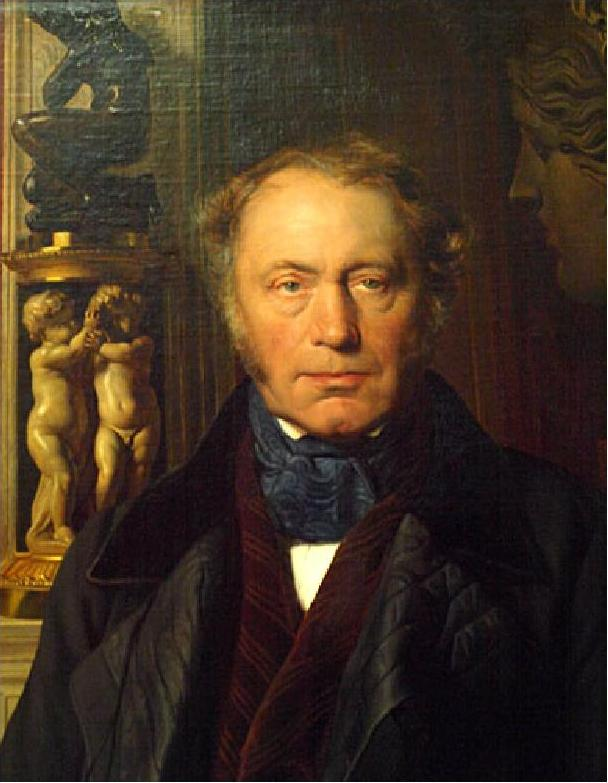
James Alexandre de Pourtalès-Gorgier (1776-1855)
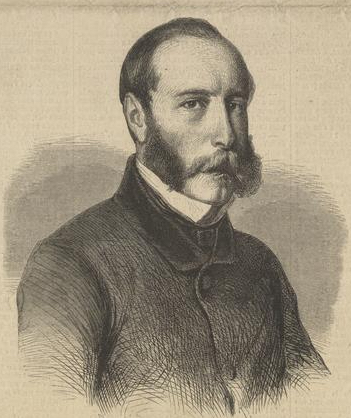
Albert de Pourtalès (1812-1861)
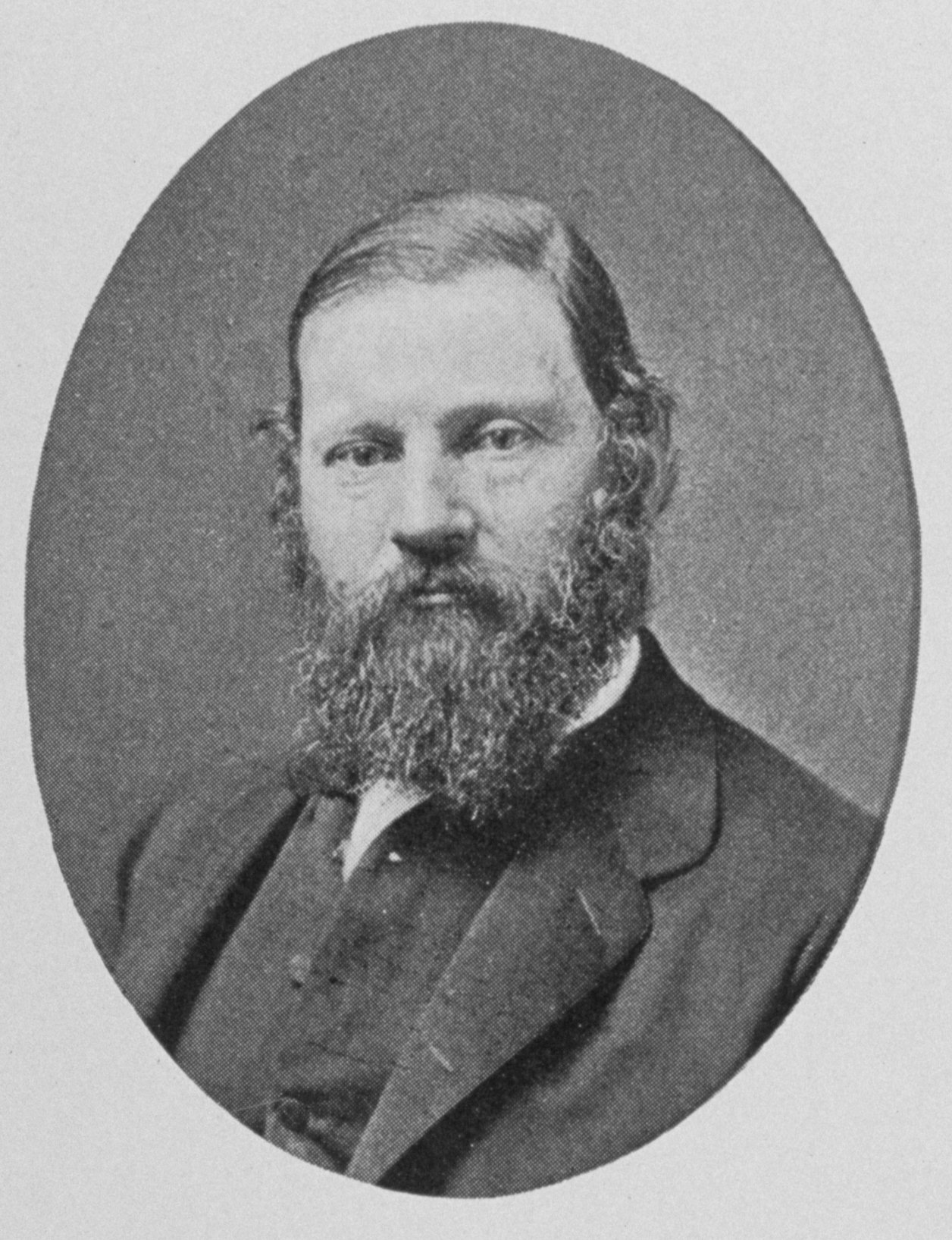
Louis Francois de Pourtales (1823-1880)
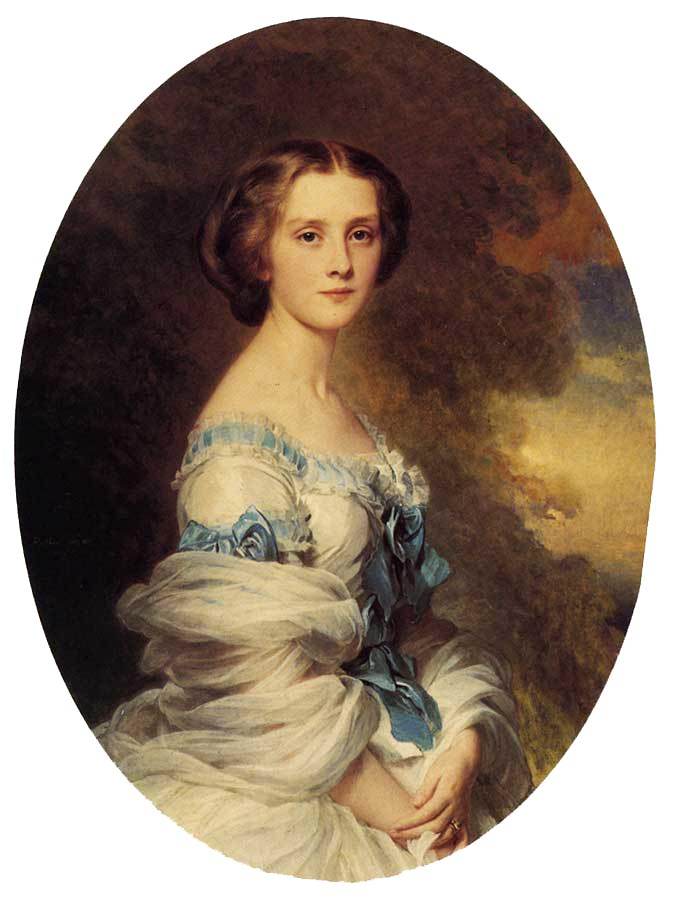
Mélanie Renouard de Bussierre (1836-1914), épouse d'Edmond de Pourtalès
Hélène de Pourtalès (1868-1945), née Barbey
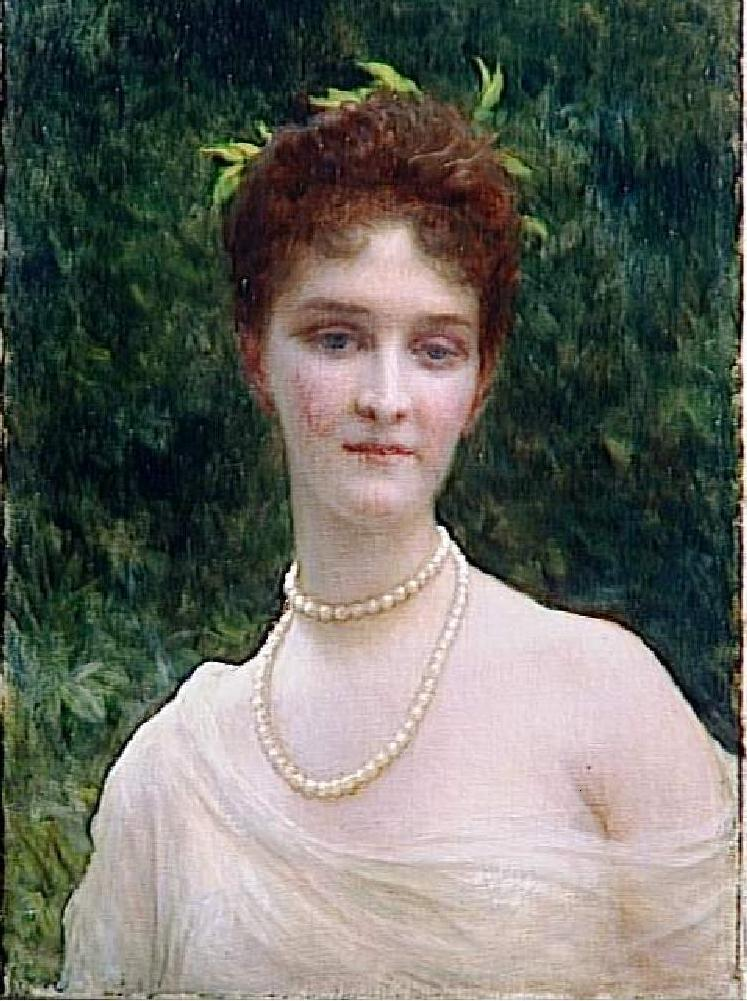
Agnès de Pourtalès (1870-1930), épouse de Loys-Chandieu
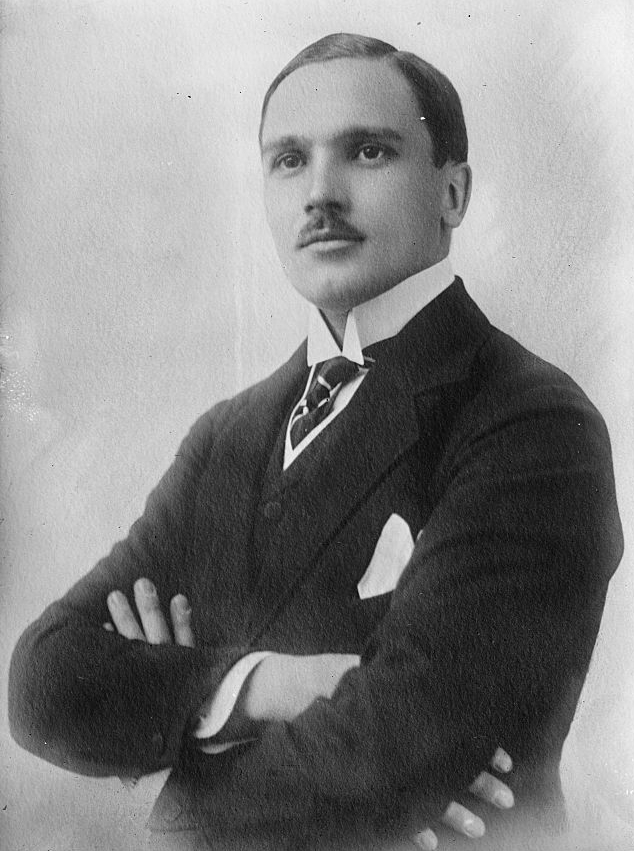
Raymond de Pourtalès (1883-1914)
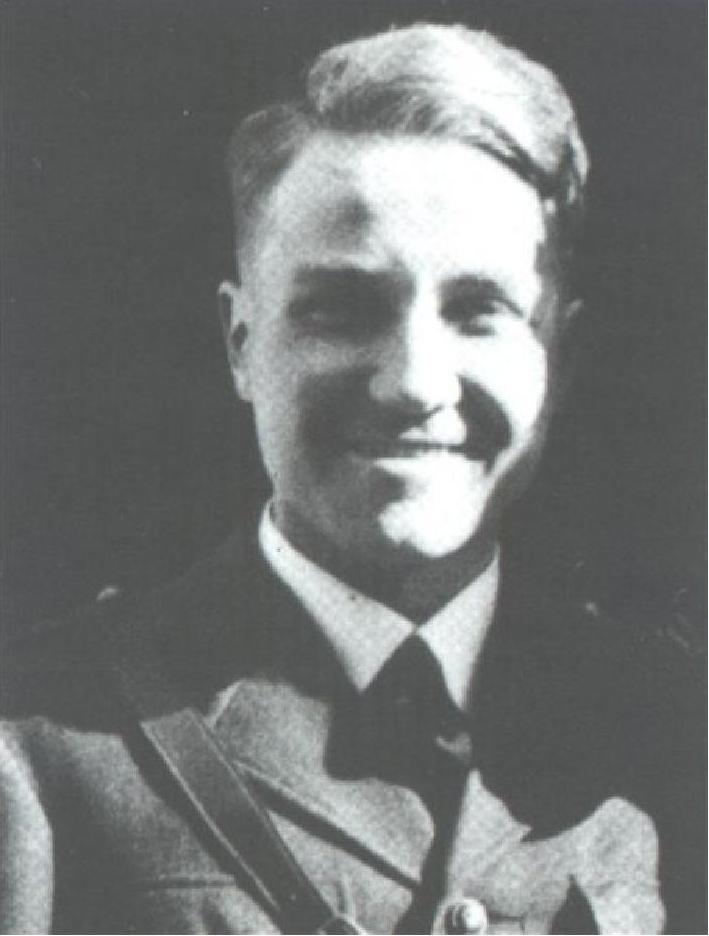
Raymond de Pourtalès (1914-1940)

## Généalogie

### Racines cévenoles
```
Pierre
X (1445) Antonie Gauthier
│
├1> Jean
│   X (1471) Guillerme de Novis
    │
│   ├1> Louis
│   │   X  (1) (1490) Sébastienne Hermet
│   │   X  (2) (1515) Antonie Colognac
│   │   │
│   │   └─> (1) Pierre (1510-1571)
│   │       X noble Claude de Brosson
│   │       │
│   │       └─> Antoine (1540 - )
│   │           X (1)(1560) Isabeau Gervais
│   │           X (2)(1572) Catherine de Falguerolles
│   │           X (3)(1609) Élisabeth Solier
│   │           │
│   │           ├1> (2) Paul (1573-1624), tonnelier
│   │           │       X (1595) Marguerite Gaujoux 
│   │           │       │
│   │           │       ├1> Anne (1600 - )
│   │           │       │
│   │           │       └2> Jean (1604 - )
│   │           │   
│   │           ├2> (2) Jacques, fustier
│   │           │       X (1595) Isabeau Salles
│   │           │       │  
│   │           │       ├1> Paul (1620-1698), négociant en laines
│   │           │       │   X (1642) Marie Fabrègues
│   │           │       │   │
│   │           │       │   ├1> Suzanne (1644 - )
│   │           │       │   │   X François Durant
│   │           │       │   │
│   │           │       │   ├2> Jeanne (1646 - )
│   │           │       │   │   X (1674) Jean Novis
│   │           │       │   │
│   │           │       │   ├3> Jean (1669-1739), marchand, négociant, banquier
│   │           │       │   │   X (1) (1670) Jeanne Viala
│   │           │       │   │   X (2) (1681) Suzanne de Molles
│   │           │       │   │   │
│   │           │       │   │   ├1> (2) Suzanne (1682 - ) 
│   │           │       │   │   │   X (1702) Jean Viala
│   │           │       │   │   │
│   │           │       │   │   ├2> (2) Jeanne (1686 - ) 
│   │           │       │   │   │   X Pierre Puech
│   │           │       │   │   │
│   │           │       │   │   ├3> (2) Jean (1689-1739)
│   │           │       │   │   │   X Laure Moynier
│   │           │       │   │   │   │
│   │           │       │   │   │   ├1> Suzanne (1728 - )
│   │           │       │   │   │   │   X (1760) Fulcrand Claparède 
│   │           │       │   │   │   │
│   │           │       │   │   │   ├2> Louis (1733-1763)
│   │           │       │   │   │   │
│   │           │       │   │   │   └3> Jean, capitaine
│   │           │       │   │   │       X Suzanne Caumel
│   │           │       │   │   │       │
│   │           │       │   │   │       └─> Henriette
│   │           │       │   │   │           X Annibal de Darvieu
│   │           │       │   │   │
│   │           │       │   │   ├4> (2) Louis (1692-1751), marchand drapier
│   │           │       │   │   │       X (1714) Catherine Mazette
│   │           │       │   │   │       │
│   │           │       │   │   │       ├1> Anne (1715-1807)
│   │           │       │   │   │       │   X (1733) Jean François d'Escherny
│   │           │       │   │   │       │
│   │           │       │   │   │       ├2> Marguerite
│   │           │       │   │   │       │   X (1) (1739) Simon Greffuhle
│   │           │       │   │   │       │   X (2) (1764) François Louis du Trembley
│   │           │       │   │   │       │
│   │           │       │   │   │       └3> Jean Jacques (1724-1764)
│   │           │       │   │   │           X (1755) Marguerite Kick
│   │           │       │   │   │           
│   │           │       │   │   ├5> (2) François (1694 - )
│   │           │       │   │   │       X Élisabeth Féminier
│   │           │       │   │   │
│   │           │       │   │   ├6> (2) Pierre (1698 - ), marchand
│   │           │       │   │   │       X Marguerite de Saillens
│   │           │       │   │   │
│   │           │       │   │   ├7> (2) 
Jérémie
 (1700-1784), négociant en indiennes, émigre en 
Suisse
, voir ci-dessous
│   │           │       │   │   │
│   │           │       │   │   ├8> (2) Étienne (1703-1739), associé de la firme Martinesque à 
Hambourg

│   │           │       │   │   │       X (1723) Marie Philippine Martinesque
│   │           │       │   │   │       │
│   │           │       │   │   │       └─> Henriette
│   │           │       │   │   │
│   │           │       │   │   └9> (2) Paul (1706-1740), associé de la maison Dumoustier de Vastre, à 
Saint-Quentin

│   │           │       │   │           X Catherine Dumoustier de Vastre
│   │           │       │   │           │
│   │           │       │   │           ├1> Théophile ( - 1819)
│   │           │       │   │           │
│   │           │       │   │           └2> André Paul (1741-1825), 
maire de Valenciennes

│   │           │       │   │               X (1) Marie de Noiseux
│   │           │       │   │               X (2) Marie Serret
│   │           │       │   │               │
│   │           │       │   │               ├1> (1) Rosalie Jeanne (1769-1809)
│   │           │       │   │               │   X Jacques Rousseau de Launois
│   │           │       │   │               │
│   │           │       │   │               ├2> (1) Georges André (1775-1825)
│   │           │       │   │               │   X (1) N. de Maguito
│   │           │       │   │               │   X (2) Anne Rigano
│   │           │       │   │               │   │
│   │           │       │   │               │   ├1> (1) Louise
│   │           │       │   │               │   │   X N. Bogaerts
│   │           │       │   │               │   │
│   │           │       │   │               │   ├2> (1) Louis (v. 1801 - )
│   │           │       │   │               │   │   
│   │           │       │   │               │   ├3> (1) Amélie
│   │           │       │   │               │   │
│   │           │       │   │               │   └4> (1) Gustave
│   │           │       │   │               │
│   │           │       │   │               ├3> (1) Fébronie Victorine (1776-1859)
│   │           │       │   │               │   X Hermenegilde Castellain
│   │           │       │   │               │
│   │           │       │   │               └4> (1) Victoire
│   │           │       │   │                   X N. Bourgeois
│   │           │       │   │    
│   │           │       │   ├4> Jaquette (1655 - )
│   │           │       │   │   X Pierre Bastide
│   │           │       │   │
│   │           │       │   └5> Isaac (1660 - )
│   │           │       │
│   │           │       └2> Antoine
│   │           │           X Louise Camplan
│   │           │
│   │           ├3> (2) Pierre
│   │           │       X Marie Combes
│   │           │
│   │           ├4> (2) Jehan
│   │           │       X Isabeau Reynier
│   │           │
│   │           ├5> (2) Raymond cardeur
│   │           │
│   │           ├6> (2) Claude
│   │           │       X Raymond de Lafoux
│   │           │
│   │           ├7> (2) Antoinette
│   │           │       X (1553) Antoine Valmale
│   │           │
│   │           └8> (2) Catherine
│   │                   X Jean Michel
│   │                        
│   ├2> Antoine
│   │   X (1517) Antonie Teulon
│   │   │
│   │   └─> Claude
│   │       X (1555) Catherine Jehan
│   │       │
│   │       └─> Balthazar
│   │
│   ├3> Jehan (1507 - )
│   │   │
│   │   └─> Balthazar
│   │       │
│   │       └─> Antoinette
│   │
│   ├4> Jeanne 
│   │   X Guillaume Euzière
│   │
│   └5> Catherine 
│       X Guillaume Paulet
│
└2> Antonie
    X Jacques Cavalier
```

### Branche de Jérémie de Pourtalès
```
Jérémie
 (1700-1784), négociant en indiennes, voir ci-dessus
X (1721) Esther Marguerite de Luze
│
├1> 
Jacques Louis
 
le Grand
 (1722-1814), négociant et philanthrope
│   X (1769) Marie Augustine de Luze
│   │
│   ├1> 
Louis
 (1773-1848), conseiller d'État de 
Neuchâtel

│   │   X (1795) Sophie de Guy d'Audanger
│   │   │
│   │   ├1> Louis Auguste (1796-1870), lieutenant-colonel
│   │   │   X (1822) Élisabeth de Sandoz-Rollin
│   │   │   │
│   │   │   ├1> 
Louis François
 (1823-1880), conservateur du 
Museum of Comparative Zoology
 d’
Harvard

│   │   │   │   X Marianne Bachman
│   │   │   │
│   │   │   ├2> Jacques Alfred (1824-1889), seigneur de Laasow (district de Calau et Ehrensdorf)
│   │   │   │   X (1) (1850) Anna von Paschwitz
│   │   │   │   X (2) (1856) Sophie 
von Thielau
 
(de)

│   │   │   │   │
│   │   │   │   ├1> (2) Alphonse (1861 - )
│   │   │   │   │
│   │   │   │   ├2> (2) Frédéric Guillaume Louis (1865 - )
│   │   │   │   │
│   │   │   │   └3> (2) Frédéric Charles Nicolas (1868 - ), capitaine au 
5
e
 
régiment
 de la Garde Prussienne
│   │   │   │
│   │   │   ├3> Sophie Élisabeth (1826-1870)
│   │   │   │   X (1843) Karl Franz von Erlach, dont postérité
│   │   │   │
│   │   │   ├4> Charles Eugène (1828-1867), lieutenant aux tirailleurs de la Garde Prussienne
│   │   │   │   │
│   │   │   │   └─> Armand Frédéric (1865-1903), juriste
│   │   │   │       X Marguerite Madeleine Sophie von Tscharner
│   │   │   │
│   │   │   ├5> Jean (1829-1907), major au bataillon des tirailleurs de la Garde Prussienne
│   │   │   │
│   │   │   └7> Pierre-Maurice (1837-1908), lieutenant (?) dans l'armée royale de Prusse, président de l'hôpital Pourtalès
│   │   │       X Anna von Schönberg (1834-1871)
│   │   │       └1> Albert (1870-1952), médecin, président de l'hôpital Pourtalès
│   │   │           X Geneviève de Blonay
│   │   │           │
│   │   │           ├1> Marguerite (1898 - 1962)
│   │   │           │
│   │   │           ├2> Marie Élisabeth (1900 - 1990)
│   │   │           │
│   │   │           ├3> Guillaume (1902 - 1996
│   │   │           │
│   │   │           ├4> Ernest (1906 - 1990)
│   │   │           │
│   │   │           └5> Louis-Albert (1910 - 1974), président de l'hôpital Pourtalès
│   │   │  
│   │   ├2> Alphonse (1801 - )
│   │   │
│   │   ├3> Cécile (1804-1830)
│   │   │   (1791) (1837) 
Alexandre Charles Perrégaux

│   │   │
│   │   └4> Alexandre Joseph (1811-1883), chef du corps de l'
artillerie
 
neuchâteloise
, major en 
Prusse

│   │       X (1835) Augusta Saladin de Crans
│   │       │
│   │       ├1> Blanche (1836-1923)
│   │       │   X Gabriel Naville, dont postérité
│   │       │
│   │       ├2> 
Hermann
 (1847-1904)
│   │       │   X (1) Marguerite Marcet
│   │       │   X (2) 
Helen Barbey

│   │       │   │
│   │       │   ├1> Constance
│   │       │   │   X Jules Frossard de Saugy, dont postérité
│   │       │   │
│   │       │   ├2> Raymond Lucien Edmond (1882-1914)
│   │       │   │   X Louise de Bernstorff
│   │       │   │   │
│   │       │   │   └─> Manfred Horace Gunther
│   │       │   │
│   │       │   ├3> (1) Augusta (1886 - )
│   │       │   │   X Otto 
von Mitzlaff

│   │       │   │
│   │       │   ├4> Horace Casimir (1888-1970)
│   │       │   │
│   │       │   ├5> Franck
│   │       │   │
│   │       │   ├6> (1) 
Guy
, (1881-1941) écrivain
│   │       │   │   X Hélène Marcuard
│   │       │   │   │
│   │       │   │   ├1> Françoise (1912-2008)
│   │       │   │   │
│   │       │   │   ├2> Raymond (1914-1940), mort au champ d'honneur
│   │       │   │   │   X Yvonne Delm
│   │       │   │   │
│   │       │   │   └3> Rose (1919-1995)
│   │       │   │
│   │       │   ├7> Irène
│   │       │   │   X Dominique de Dietrich, dont postérité
│   │       │   │
│   │       │   ├8> Jacqueline
│   │       │   │   X Richard Pictet, dont postérité
│   │       │   │
│   │       │   └9> Alix
│   │       │       X Buchart von Saldern
│   │       │
│   │       ├3> Louis
│   │       │
│   │       ├4> Isabelle
│   │       │   X 
Henri Naville

│   │       │
│   │       ├5> Albert
│   │       │
│   │       ├6> Auguste
│   │       │   X Marguerite Renouard de Bussière
│   │       │
│   │       ├7> Augusta
│   │       │   X Louis Petitpierre
│   │       │
│   │       ├8> Albert
│   │       │   X Mina de Constant de Rebecque 
│   │       │
│   │       ├9> Louise (1837-1906) 
│   │       │   X Henri de Saussure → 
Ferdinand
 et 
René

│   │       │
│   │       └10>Cécile
│   │           X Hermann Petitpierre
│   │
│   ├2> 
James Alexandre de Pourtalès-Gorgier (1776-1855)
, chambellan du roi de Prusse
│   │   X (1809) Anne Henriette Falconnet de Palézieux
│   │   │
│   │   ├1> Élisa Calixte (1810-1877)
│   │   │   x (1831) 
Charles-Alexandre de Ganay
 
(en)
 (1803-1881)
│   │   │
│   │   ├2> Cécile (1812-1833)
│   │   │   X (1830) Rodolphe Émile Adolphe de Rougemont
│   │   │
│   │   ├3> Henri (1815-1876), comte de Pourtalès-Gorgier, capitaine d'état-major du génie de la 
Confédération suisse

│   │   │   X (1840) Anne Marie d'Escherny
│   │   │   │
│   │   │   ├1> Émilie (1842-1909)
│   │   │   │   X (1863) Étienne Cyprien Gaston Renouard de Bussière
│   │   │   │
│   │   │   └2> Arthur (1844 - ), ministre plénipotentiaire de 
France
 au 
Guatemala

│   │   │
│   │   ├3> Charles (1816-1871)
│   │   │        X Agnes Luise Friederike von Putbus (1830-1909)
│   │   │
│   │   ├4> 
Jacques "Robert"
 (1821-1874), député de 
Seine-et-Oise
[
12
]

│   │   │   X (1846) Adèle Anna Hagermann
│   │   │   │
│   │   │   ├1> Jacques "Albert" (1847-1934)
│   │   │   │   X (1871) Caroline Julie Henriette Joly de Bammeville
│   │   │   │   │
│   │   │   │   ├1> Arthur(1874-1942)
│   │   │   │   │   X Marie van Ryck van Rietwyk
│   │   │   │   │   │
│   │   │   │   │   ├1> Gérard (1906-1934)
│   │   │   │   │   │
│   │   │   │   │   └2> James Robert (1911-1996) de Pourtalès
│   │   │   │   │       X (1) Emma Sanchez de Larragoiti
│   │   │   │   │       X (2) (1937) Violette de 
Talleyrand-Périgord
 (div. 1969)
│   │   │   │   │       │
│   │   │   │   │       ├1> (2) Hélie Alfred Gérard (°1938) de Pourtalès de 
Talleyrand-Périgord
 (modif. nom en 2005)
│   │   │   │   │       │                                       
│   │   │   │   │       │   X (1) (1962) Dalité Matossian (°1937)
│   │   │   │   │       │   X (2) (1975) Marie Eugénie de Witt (°1941)
│   │   │   │   │       │   │
│   │   │   │   │       │   ├1> (1) Charles-Hélie (°1963)
│   │   │   │   │       │   │       x Lilas Orliac (°1967)
│   │   │   │   │       │   │       │
│   │   │   │   │       │   │       ├1> Paul-Hélie (°1999)
│   │   │   │   │       │   │       │
│   │   │   │   │       │   │       └2> Sophia-Marie (°2001)
│   │   │   │   │       │   │
│   │   │   │   │       │   ├2> (1) Jacques Louis (°1964)
│   │   │   │   │       │   │
│   │   │   │   │       │   └3> (1) Alain Georges Henri Jérémie Nicholas (°1965)
│   │   │   │   │       │           x Régine Lepeutrec (°1965)
│   │   │   │   │       │
│   │   │   │   │       ├2> (2) Anna (°1944)
│   │   │   │   │       │   x Guy Frotier de Bagneux, marquis de Pouzauges, dont postérité
│   │   │   │   │       │
│   │   │   │   │       └3> (2) Charles Maurice (°1951)
│   │   │   │   │           X Ségolène de Mandat de Grancey
│   │   │   │   │           │
│   │   │   │   │           ├1> Éléonore
│   │   │   │   │           │
│   │   │   │   │           ├2> Anne
│   │   │   │   │           │
│   │   │   │   │           └3> Victoire
│   │   │   │   │               
│   │   │   │   │    
│   │   │   │   ├2> Berthe
│   │   │   │   │
│   │   │   │   ├3> Marguerite
│   │   │   │   │
│   │   │   │   ├4> Jacques
│   │   │   │   │
│   │   │   │   ├5> Édouard
│   │   │   │   │
│   │   │   │   └6> Edmond Marc (1876-1881)
│   │   │   │
│   │   │   ├2> Célestine "Cécile" (1850-1940)
│   │   │   │   X (1872) Alfred d'Amboix de Larbont
│   │   │   │
│   │   │   └3> Mathilde Jeanne (1854 - )
│   │   │       X ([1874]) friherre Gustaf Adelswärd (1843-1895)
│   │   │
│   │   └5> 
Edmond de Pourtalès
 (1828-1895), banquier
│   │       X (1857) 
Mélanie Renouard de Bussière

│   │       │
│   │       ├1> Jacques Alfred Edmond (1858-1919)
│   │       │   X Marie Conquère de Monbrison
│   │       │
│   │       ├2> Hubert Louis Edouard Edmond (1863-1949), officier de cavalerie, éleveur de purs-sangs
│   │       │   X (1890) Marguerite Malvine Henriette de Schickler, fille de banquier et héritière du 
château de Martinvast

│   │       │   │
│   │       │   ├1> Max Arthur Hubert (1893-1935)
│   │       │   │   X (1925) Andrée de Luze (1902-1976)
│   │       │   │   │
│   │       │   │   └─> Christian Hubert de Pourtalès, banquier (1928-2018)
[
13
]

│   │       │   │       X (1) (1957) Caroline Hottinger (1937-2008), fille du baron 
Rodolphe Hottinger
 
(en)

│   │       │   │       X (2) (1993) Karin Ehrenfeuchter (1954-)
│   │       │   │       │
│   │       │   │       ├1> (1) Laure (1958-)
│   │       │   │       │   X (1) Jean de Fels (1950-), dont postérité
│   │       │   │       │   X (2) Alain de Rose
│   │       │   │       │
│   │       │   │       ├2> (1) Max (mars 1961-) viticulteur
[
14
]

│   │       │   │       │   X Astrid Lemercier de Maisoncelles de Richemont
│   │       │   │       │   │
│   │       │   │       │   ├1> Clémence
│   │       │   │       │   │
│   │       │   │       │   ├2> Alice
│   │       │   │       │   │
│   │       │   │       │   └3> Caroline
│   │       │   │       │    
│   │       │   │       ├3> (1) Paul (mars 1961-), banquier
│   │       │   │       │   X Raphaelle Haizet
│   │       │   │       │   │
│   │       │   │       │   ├1> Violaine (1987-)
│   │       │   │       │   │   x Louis-Romain Riché, dont postérité
│   │       │   │       │   │
│   │       │   │       │   ├2> Eugénie
│   │       │   │       │   │
│   │       │   │       │   └3> Léopold
│   │       │   │       │
│   │       │   │       └4> (2) Frédéric (1995-)
│   │       │   │
│   │       │   └2> Jeanne (1897-1984)
│   │       │       X (1920) Guy de Cazenove 
│   │       │        │
│   │       │        │-1>Arthur de Cazenove
│   │       │        │     
│   │       │        │-2>Henri de Cazenove 
│   │       │        │
│   │       │        │-3>Béatrix de Cazenove                
│   │       │        
│   │       ├3> Paul (1859-1933), capitaine de cavalerie
[
15
]

│   │       │   X Françoise Cottier
│   │       │   │
│   │       │   ├1> Louise (1885-1979)
│   │       │   │   X Roger d'Amboix de Larbont (fils de Célestine "Cécile" de Pourtalès (1850-1940) et Alfred d'Amboix de Larbont, cf. supra), dont postérité
│   │       │   │
│   │       │   ├2> Simone (1888-1977)
│   │       │   │   X Jean de Witt, dont postérité
│   │       │   │
│   │       │   ├3> Jean (1891-1954)
[
16
]
 ou Jean Hubert Luc
[
17
]

│   │       │   │   X (1920) Madeleine Hottinger (1900-1995), fille d'
Henri Hottinguer

│   │       │   │   │
│   │       │   │   ├1> François (1921-), châtelain de La Verrerie, comte
│   │       │   │   │   X Joan Wilmot Sitwell (1932-), dont postérité
│   │       │   │   │
│   │       │   │   ├2> Jacques Louis (1922-1944)
│   │       │   │   │
│   │       │   │   ├3> Constance (1923-)
│   │       │   │   │   X Yves Oberkampf, dont postérité
│   │       │   │   │
│   │       │   │   ├4> Étienne (1925-)
│   │       │   │   │   X Béatrice de Champeaux de la Boulaye (1929-), dont postérité
│   │       │   │   │
│   │       │   │   └5> Charles (1928-1992), banquier, comte
│   │       │   │       X Marie Fortescue (1929-), dont postérité
│   │       │   │
│   │       │   ├4> Edmond (1896-1971)
│   │       │   │
│   │       │   │
│   │       │   └5> Pierre
│   │       │
│   │       ├4> Mélanie
│   │       │   X Christian de Berckheim, dont postérité
│   │       │
│   │       └5> Agnès
│   │           X Henri de Loys Chandieu, dont postérité
│   │
│   └3> 
Jules Henri Charles Frédéric
 (1779-1861), maître de cérémonies du roi de Prusse
│       X Marie Louise Elisabeth de Castellane-Norante
│       │
│       ├1> 
Albert Alexandre
 (1813-1861), ambassadeur de 
Prusse
 à 
Paris

│       │   X Anne Cécile Théodora de Bethmann-Hollweg (1827 - 1892)
│       │
│       └2> Guillaume (1815-1889), comte de Pourtalès
│           X Charlotte Louise Augusta de Maltzan (1827 - ) 
│           ├1> 
Frédéric
 (1853-1928), ambassadeur de 
Prusse
 à Saint-Pétersbourg de 1907 à 1914.
│       
├2> Suzanne Marguerite (1723 - )
│
├3> Marianne (1724 - )
│
├4> Henri (1726-1796), pasteur à 
Peseux
, aux 
Bayards
 et à 
Serrières

│   X Henriette de Tribolet
│   │
│   ├1> Samuel Henri (1759-1810), pasteur
│   │   X (1786) Marie Anne Petitpierre 
│   │   │
│   │   ├1> "Charlotte" Henriette (1788-1813)
│   │   │   X (1) Auguste de Perrot
│   │   │   X (2) Jean Jacques "François" Vaucher
│   │   │
│   │   └2> Sophie Marianne (1792-1877)
│   │       X (1813) Charles Auguste de Pury
│   │
│   ├2> Jacques Louis (1761-1835)
│   │   X (1790) Marie "Henriette" Salomé de Boyve
│   │   │
│   │   ├1> Adélaïde Marianne (1792-1874)
│   │   │   X (1816) Pierre André Doxat
│   │   │
│   │   ├2> Adolphe (1800-1880)
│   │   │   X (1828) Julie Anne Charlotte May
│   │   │   X (1835) Fanny Bovet
│   │   │
│   │   └3> Edouard (1802-1885)
│   │       X (1835) Sophie de Pury
│   │
│   ├3> Paul Gabriel (1766-1856), 
chambellan
 du roi de 
Prusse

│   │   X Joséphine Guibert de Sissac
│   │   │
│   │   └─> Sophie Frédérique (1801-1896)
│   │       X (1829) Karl Alfred von Graffenried
│   │
│   └4> Paul
│
├5> Jean Jacques (1727 - )
│
├6> Henriette (1729-1803)
│   X (1762) François Alphonse Gibollet
│
├7> Anne (1731-1732)
│
├8> Sophie (1733-1741)
│
├9> Jean Jérémie (1734-1796), capitaine au service de la 
Prusse
 et de la 
Russie

│
├10>Paul (1735-1821), membre du Conseil, maire des 
Verrières

│   X (1766) Henriette de Genillat
│
└11>Jean Jacques (1738-1738)
```

## Armes, titre de noblesse
- Armes : Écartelé : aux 1 et 4, d'azur au pélican d'argent et sa piété de gueules ; aux 2 et 3, de gueules à deux chevrons d'argent superposés ; sur le tout de gueules à un portail d'or.
- Titre : comte (titre prussien)

## Alliances
Les principales alliances de la famille de Pourtalès sont : Hottinguer, de Geoffre de Chabrignac, Deluze/de Luze, Renouard de Bussierre (1857), de Talleyrand-Périgord (1937), de Witt (1975).